# Luke Kendall
Luke Kendall (Melbourne, 25 maggio 1981) è un allenatore di pallacanestro ed ex cestista australiano.

## Carriera
Con l'Australia ha disputato i Campionati mondiali del 2006 e i Campionati oceaniani del 2007.